# Takanori Nagase
Takanori Nagase (永瀬貴規?, Nagase Takanori; Nagasaki, 14 ottobre 1993) è un judoka giapponese, vincitore della medaglia di bronzo negli 81 kg a Rio de Janeiro 2016 e della medaglia d’oro negli 81 kg a Tokyo 2020 ed a Parigi 2024.

## Palmarès
- Giochi olimpici

Rio de Janeiro 2016: bronzo negli 81 kg
Tokyo 2020: oro negli 81 kg.
Parigi 2024: oro negli 81 kg, argento nella gara a squadre.
- Mondiali

Astana 2015: oro negli 81 kg.
Budapest 2017: oro nella gara a squadre.
- Universiade

Kazan 2013: oro negli 81 kg.